# Velký požár Moskvy (1547)

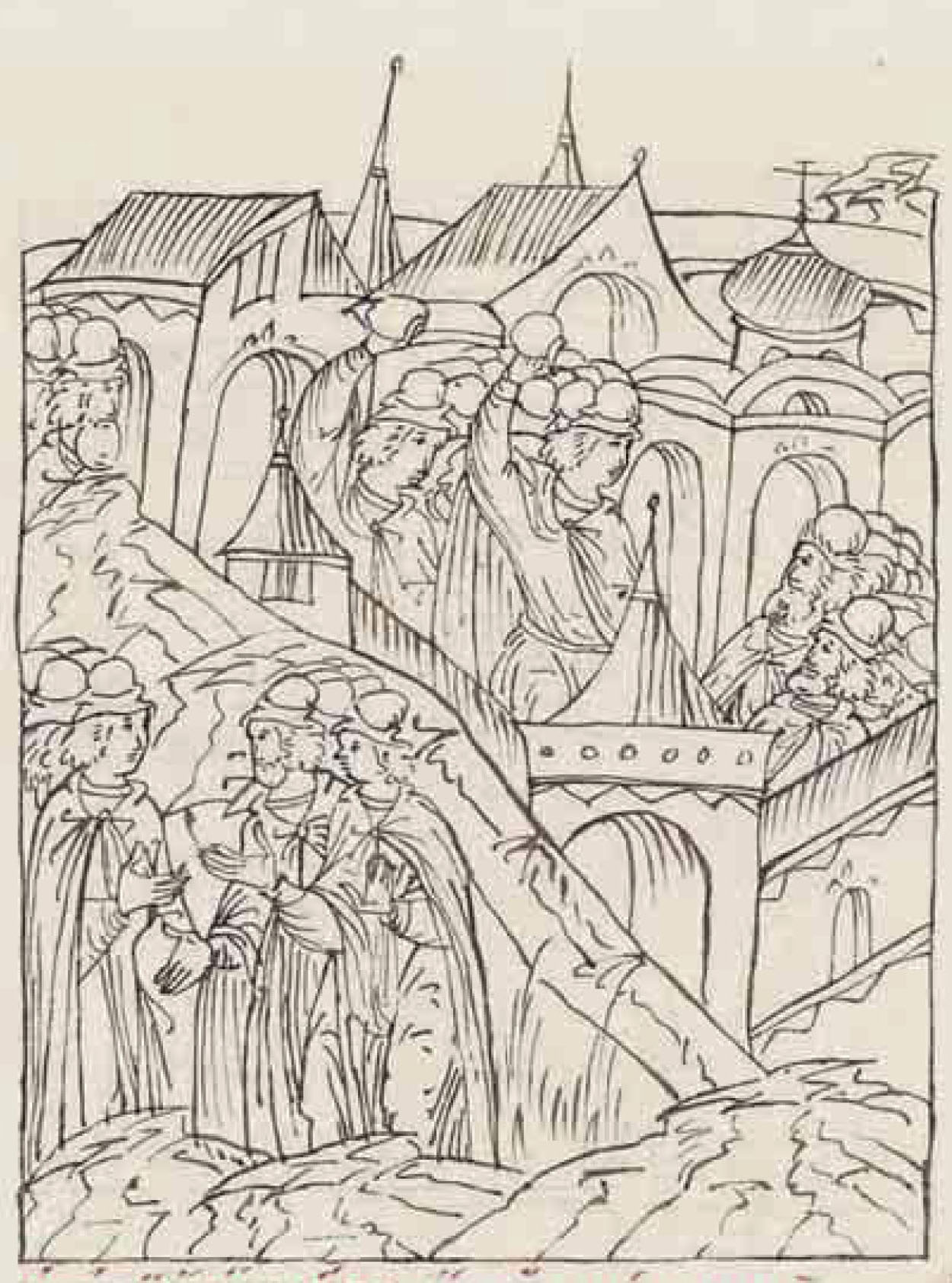
Malba neznámého umělce zachycující povstání v Rusku po požáru v Moskvě v roce 1547

Velký požár Moskvy v roce 1547 zničil části Moskvy, jež byly vybudovány převážně ze dřeva. Požár vypukl 24. června, jen několik měsíců poté, co byl Ivan IV. oficiálně korunován prvním ruským carem. Oheň zachvátil Kreml a vyhodil do vzduchu prachárny v několika kremelských věžích.
Při požáru, který donutil uprchnout okolo 80 000 lidí, zemřelo 2700 až 3700 Moskvanů (nepočítaje děti). Jeho přímým následkem bylo rozsáhlé šíření chudoby mezi přeživšími.
Oheň, který se šířil Kremlem, zachvátil i Chrám Zesnutí přesvaté Bohorodice, přitom byl zjevně zraněn moskevský metropolita Makarij. Ohrožený plameny byl vynesen ven a z kremelských zdí spuštěn na provaze do řeky Moskvy. Ze zranění se již nikdy plně nezotavil, i když žil ještě dalších 16 let.
Moskvané svalili vinu za požár na carovy příbuzné z matčiny strany, rodinu Glinských. Nastala vzpoura a Jurij Glinskij byl ukamenován k smrti uvnitř Chrámu Zesnutí přesvaté Bohorodice před zraky vyděšeného metropolity Makarije. Jurijův bratr, Michail se pokusil uprchnout do Litvy, ale pokus se nezdařil. Matka obou Glinských a carova babička Anna byla obviněna z čarodějnictví a ze založení požáru. Výsledek vzpoury posílil pozici mladého cara, ačkoli svoji babičku nevydal davu, jak bylo požadováno.